# Teodor Vulfovitj
Teodor Vulfovitj (russisk: Теодо́р Юрье́вич Вульфо́вич) (født 10. juli 1923 i Kagan, død 24. marts 2004 i Moskva i Rusland) var en sovjetisk filminstruktør og manuskriptforfatter.

## Filmografi
- Poslednij djujm (Последний дюйм, 1958)[1][2]
- Krepkij oresjek (Крепкий орешек, 1967)